# Winmarkt
Winmarkt este una dintre cele mai extinse rețele de centre comerciale din România.
Portofoliul Winmarkt este format din 14 centre comerciale și o clădire de birouri, situate în locații centrale din 13 orașe, dintre care 12 reședinte de județ, și o clădire de birouri în Ploiești.Centrele comerciale Winmarkt au fost construite în centrul orașelor pentru a reprezenta principala destinație comercială și locul preferat de întâlnire al locuitorilor. 
Rețeaua de centre comerciale Winmarkt a fost achiziționată în aprilie 2008 de compania italiană Immobiliare Grande Distribuzione (IGD), de la fondul de investiții Broadhurst, deținut de NCH Advisors.IGD este o companie listată la bursa din Milano, portofoliul său cuprinde pe lângă proprietățile din România,  23 galerii comerciale și 19 hipermerketuri, toate aflate în Italia, valoarea totală a acestora ridicându-se la 2,5 miliarde Euro.
Compania deține următoarele centre comerciale:
- Winmarkt Alexandria - 5.361 mp (GBA) 3.443 mp (GLA)
- Winmarkt Bistrița - 8.223 mp (GBA) 5.203 mp (GLA)
- Winmarkt Brăila - 9.890 mp (GBA) 7.264 (GLA)
- Winmarkt Buzău - 9.890 mp(GBA) 5.298(GLA)
- Winmarkt Cluj Napoca - 11.079 mp (GBA) 7.243 mp (GLA)
- Winmarkt Galați - 11.120 mp (GBA) 7.910 mp (GLA)
- Winmarkt Piatra Neamț - 10.459 mp (GBA) 5.911 mp (GLA)
- Winmarkt Ploiești - 30.355 mp (GBA) 19.118 mp (GLA)
- Winmarkt Ploiești Big- 8.484 mp (GBA) 4.814 (GLA)
- Winmarkt Ploiești Junior Office - 3.167 mp (GBA) 3.012 mp (GLA)
- Winmarkt Râmnicu Vâlcea - 11.7427 mp (GBA) 7.901 mp (GLA)
- Wimarkt Slatina - 9.207 mp (GBA) 6.024 mp (GLA)
- Winmarkt Tulcea - 6.442 mp (GBA) 3.955 mp (GLA)
- Winmarkt Turda - 3.942 mp (GBA) 2.365 mp (GLA)
- Winmarkt Vaslui - 5.366 mp (GBA) 3.666 (GLA)